# Starosel (sito archeologico)
Nei pressi di Starosel, un villaggio della Bulgaria sito nel comune di Hisarija nella Regione di Plovdiv, si trova un sito archeologico di eccezionale importanza. Sulla sommità di un poggio che si alza all'estremo confine meridionale del sistema montuoso della Sredna Gora, con vedute che giungono a Plovdiv e perfino ai Rodopi, è stato rinvenuto un tempio dei Traci del v secolo a.C., adibito alla pratica di riti orfici, dove avvenne la divinizzazione del re Sitalk, tra i più gloriosi della dinastia degli Odrisi.
Per buona parte interrato, l'eccezionale monumento è al momento solo parzialmente visibile, a causa delle impalcature di legno che sostengono all'interno la volta e i teloni di plastica che proteggono le gradinate dalle intemperie.
Il tempio è circondato da una krepida (parete di sostegno in blocchi di granito), lungo il cui perimetro si trovano una vasca dove si conservava il vino, bevanda certamente collegata ai riti che si tenevano nella zona sacra, e un'area per sacrifici di animali. Anche il tempio vero e proprio è formato da grandi blocchi di granito, perfettamente squadrati e uniti da lunghi listelli di piombo che venivano profondamente agganciati nei blocchi. Una scalinata conduce a una piccola terrazza, ai lati della quale si alza una breve gradinata, da dove gli iniziati potevano assistere alle cerimonie. Tre alti scalini conducono all'anticamera del sacrario, chiusa da un pesante uscio (ne restano i solchi, profondamente incisi). Una nuova porta (gli stipiti, intagliati con motivi geometrici, conservano ancora tracce di policromia) serbava la parte più interna del tempio, di forma perfettamente circolare, che sorregge una cupola chiusa in alto da un cuneo. Lungo la parete corre un elegante fregio a triglifi sotto al quale si susseguono semicolonne scanalate. Ogni anno, in prossimità del solstizio invernale, i raggi solari penetrano nella camera interna. Il tempio faceva parte di un'ampia area sacrale, come
testimoniano il rinvenimento, nei pressi del parcheggio, di un sarcofago interrato, che conteneva un cavaliere sepolto secondo il rituale orfico (i gioielli che facevano parte del suo corredo funerario si trovano oggi al Museo Archeologico di Sofia) e, poco sotto, lungo la strada, i resti di una tomba-santuario a colonne coeva al tempio principale.